# Go!
Go! – amerykańska regionalna linia lotnicza z siedzibą w Phoenix działająca w latach 2005–2014.